# Twins (bergstopp)
Twins är en bergstopp i Antarktis. Den ligger i Sydshetlandsöarna. Argentina, Chile och Storbritannien gör anspråk på området. Toppen på Twins är 438 meter över havet.
Terrängen runt Twins är kuperad. Trakten är glest befolkad. Närmaste befolkade plats är Commandante Ferraz Station, 15,3 kilometer sydväst om Twins. 